# Alba Fucens
Alba Fucens bylo starobylé italické město, které zaujímalo vyvýšenou polohu (1 000 m n. m.) na úpatí hory Monte Velino, asi 6,5 km severně od Avezzana v provincii Abruzzo ve střední Itálii. Jeho pozůstatky se nachází v obci Massa d'Albe.

## Dějiny
Osada původně patřila italickému kmeni Aequů, třebaže ležela na hranici s kmenem Marsů. V roce 304 př. n. l. v ní Římané, kteří rozpoznai strategický význam místa, založili latinskou kolonii. Město leželo na kopci severně od silnice Via Valeria, která byla pravděpodobně právě v této době prodloužena za Tibur. Za druhé punské války zůstala Alba zpočátku věrná Římu, v průběhu války ale odmítla poslat vojenské posily, a byla za to potrestána.
Později se stala častým místem, kde byli zadržováni významní státní vězňové, jako například Syfax, makedonský král Perseus nebo arvernský král Bituitus. Ve spojenecké válce byla napadena italickýni spojenci, ale ubránila se a zůstala věrná Římu; její silné opevnění z ní učinilo místo určitého významu i za občanských válek. O její prosperitě v císařském období lze usuzovat pouze z počtu tamních nápisů. Město bylo v 10. století zcela zničeno Saracény.

## Stavby
Místo je pozoruhodné především svým zachovalým opevněním. Vnější zdi, které mají obvod asi 3 km, jsou stavěny z polygonálního zdiva; bloky jsou pečlivě spojeny a lícové stěny vyhlazeny. S našimi současnými znalostmi podobných konstrukcí nelze s jistotou určit datum jejich vybudování. Nejsou zachovány do nějaké velké výšky, ale uspořádání bran je stále jasně zřetelné; zpravidla se nacházejí na konci dlouhého a rovného úseku zdi a jsou umístěny tak, aby měli útočící nepřátelští vojáci pravou stranu nekrytou. Na severu se v délce asi 150 metrů nachází trojitá obranná linie pozdějšího data, pravděpodobně postavena římskými kolonisty, protože jak vlastní městská hradba, tak i dvojitá hradba vysunutá před ní je částečně postavena z betonu a obložena jemnějším polygonálním zdivem (u kterého, jak se zdá, se záměrně nevyskytují vodorovné spáry).
Asi 1,5 km na sever od města se nachází rozměrný val s příkopem po každé jeho straně (ale ve značné vzdálenosti od něj), který má sám délku několik kilometrů. Uvnitř hradeb se nenalézají téměř žádné stavby pozdějšího data. Vykopávky byly prováděny pouze nahodile, lze však vysledovat zbytky budov a cest a také rozsáhlý systém podzemních chodeb, který pravděpodobně souvisí s obranou města. Na pahorku na západním výběžku stál chrám v toskánském řádu, do kterého byl vestavěn kostel San Pietro; ten obsahuje starověké sloupy a některé pozoruhodně jemné vzory motivu cosmatesque. Je to jediný klášterní kostel v Abruzzách, jehož hlavní loď je od bočních oddělena starobylými sloupy.
Kolegiátní kostel San Nicola stojící v dnešní obci obsahuje pozoruhodnou staurotéku asi z 11. století a dřevěný triptych napodobující byzantský styl se smalty ze 13. století.

## Vykopávky
Ve 20. století zde provedla vykopávky Belgická akademie v Římě pod vedením Josepha Mertense. Tento projekt později vedl k sérii publikací o místě a jeho pozůstatcích.

## Osobnosti
- Quintus Naevius Sutorius Macro

## Fotogalerie

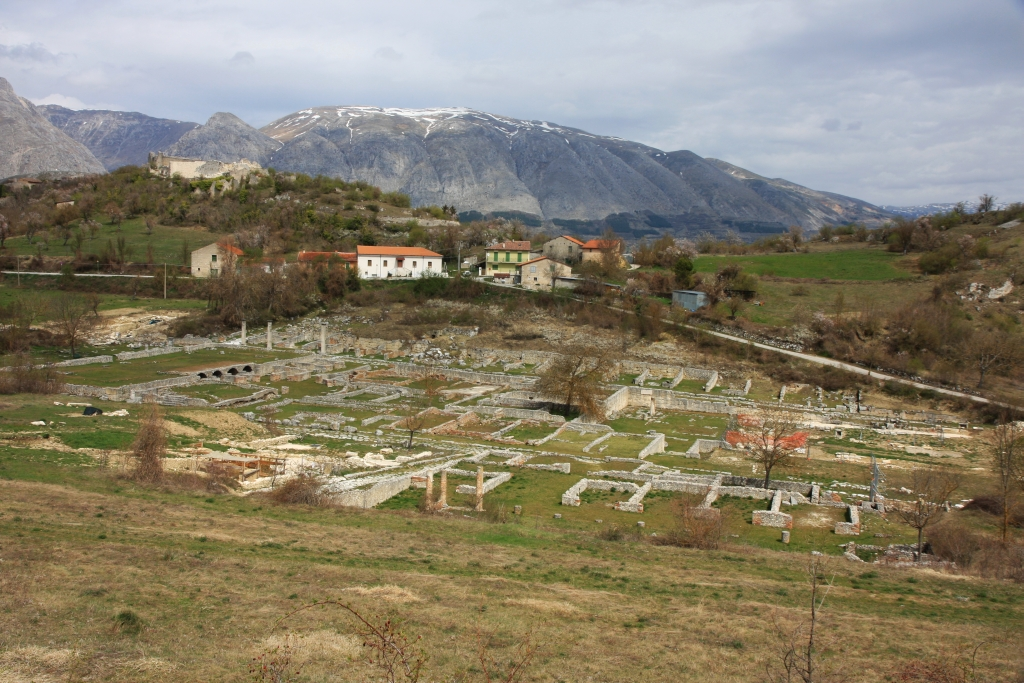
Fórum v Albě Fucens
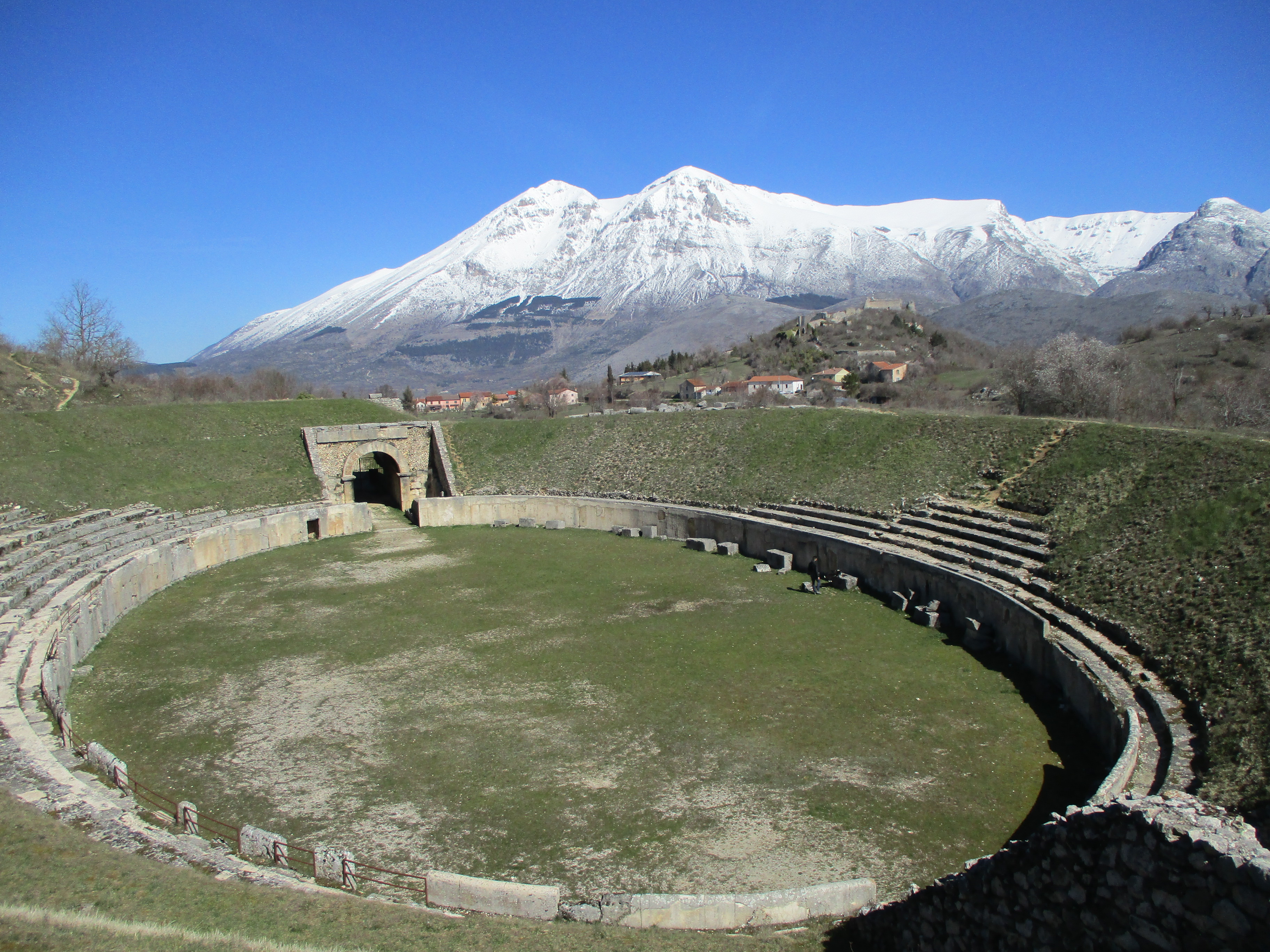
Amfiteátr v Albě Fucens
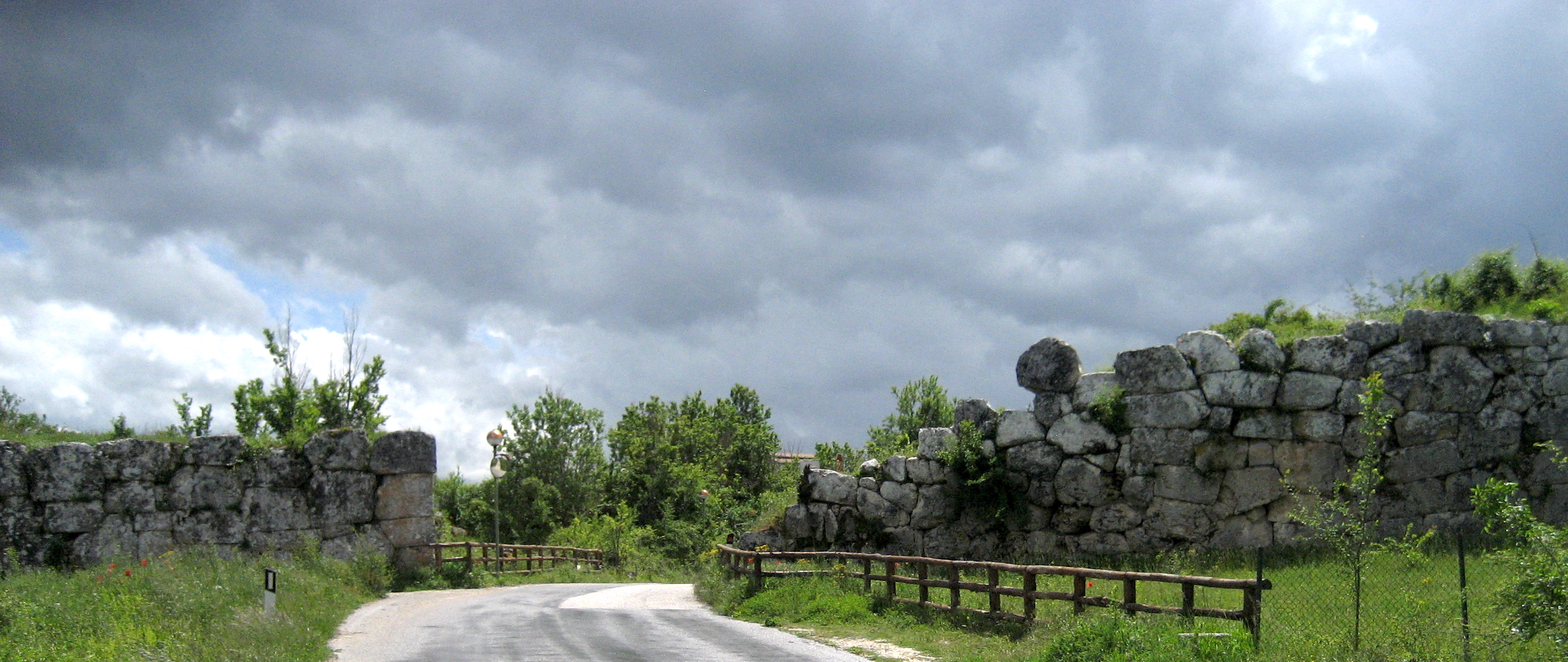
Pozůstatky hradeb
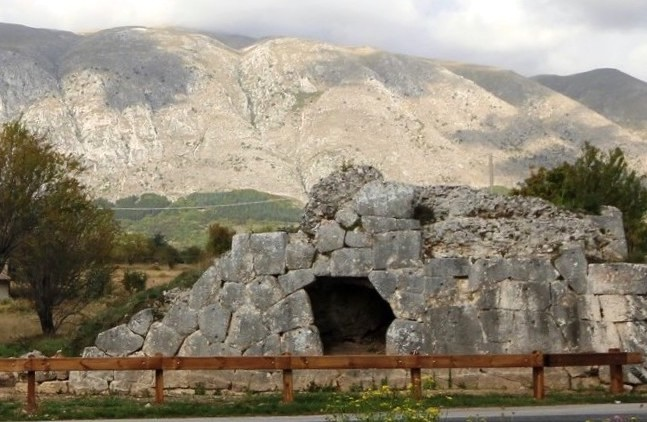
Vyústění římského akvaduktu
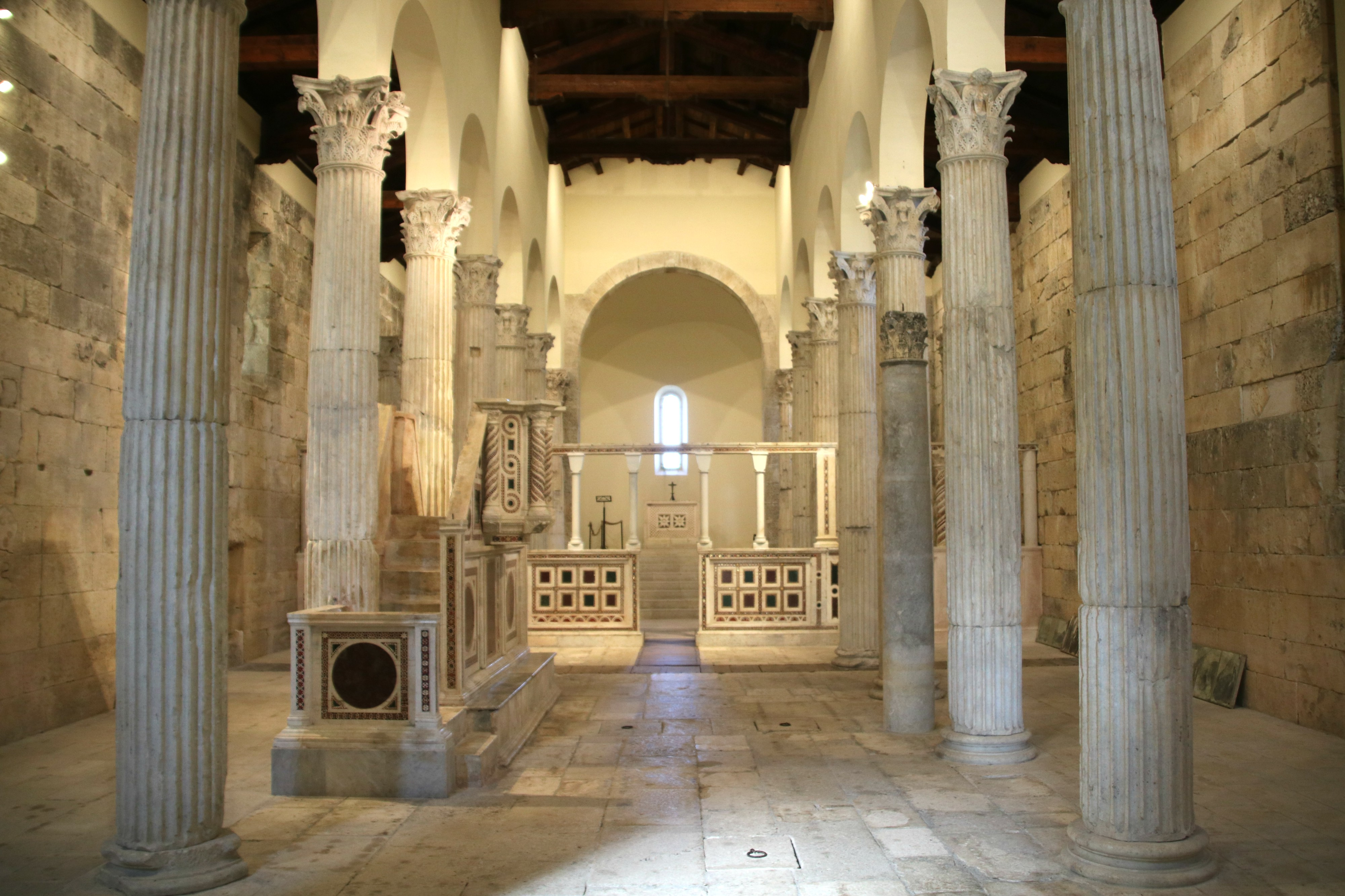
Antické sloupy v kostele San Pietro
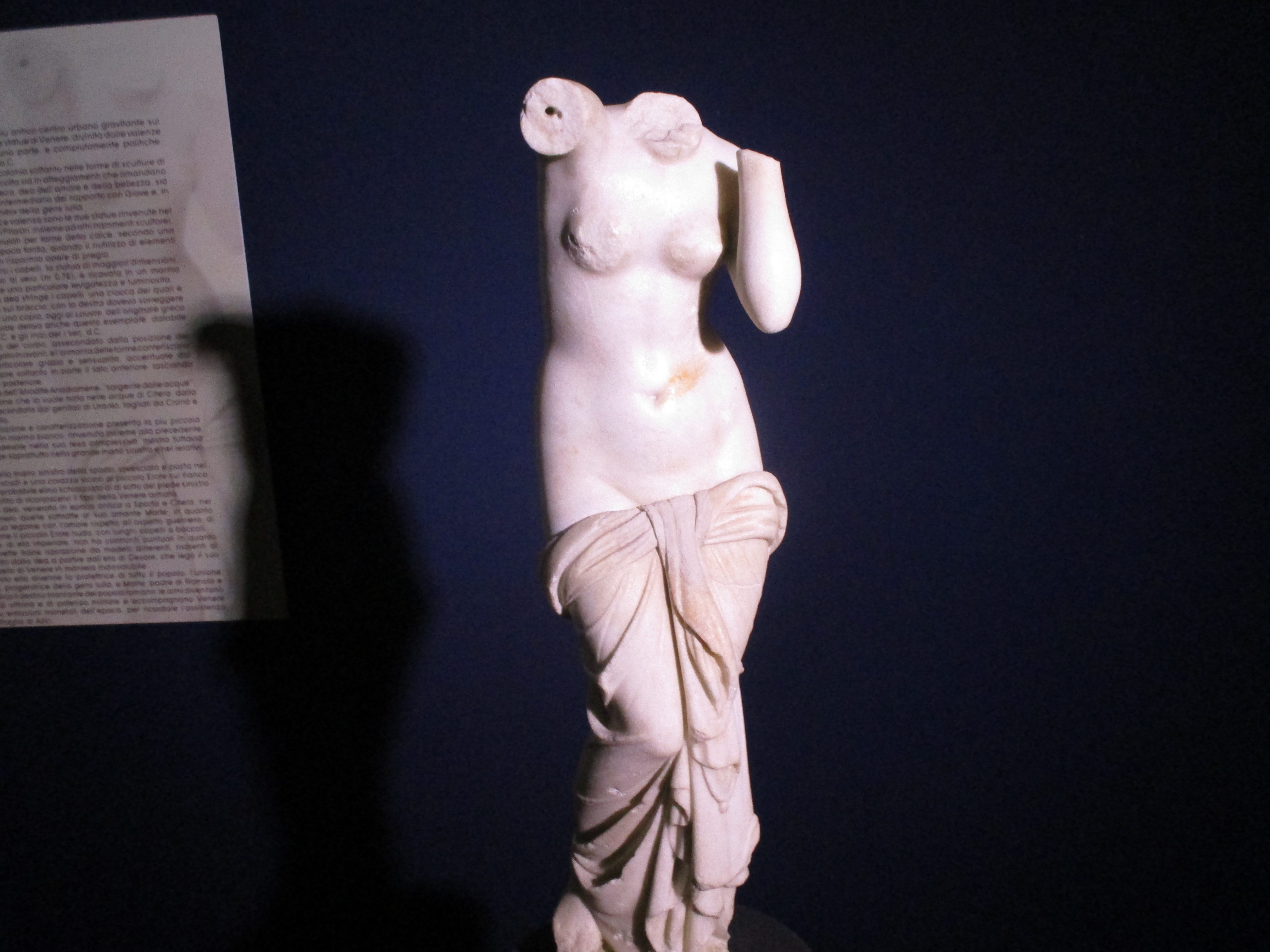
Torzo Venuše z Alby Fucens
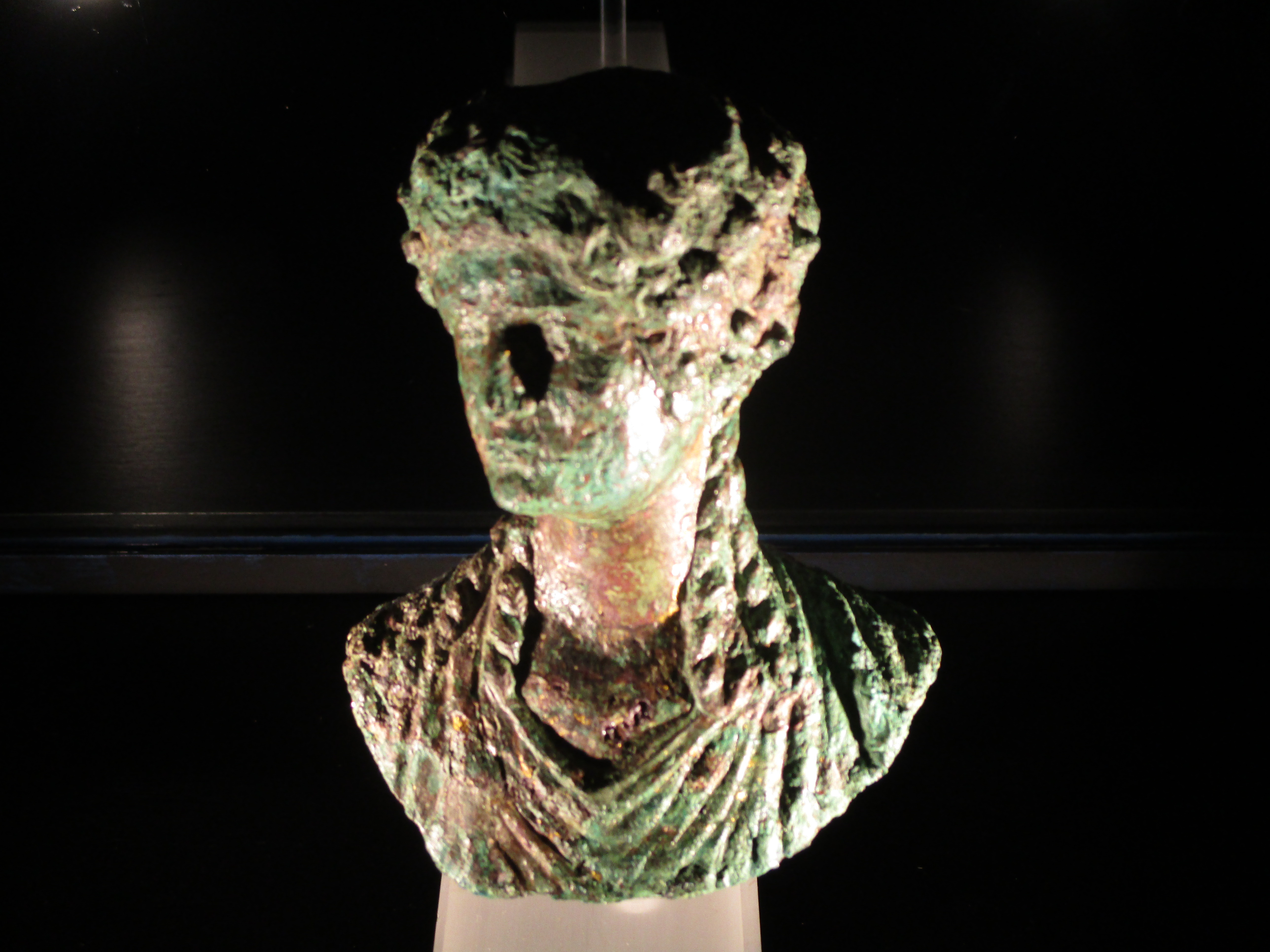
Bronzová busta Agrippiny mladší z Alby Fucens